# Serge Pallarès
Pas d'image ? Cliquez ici

a Compétitions nationales et continentales officielles uniquement.

b Matchs officiels uniquement.
Serge Pallarès, né le 27 février 1959 à Saint-Cyprien, est un joueur de rugby à XIII dans les années 1980 évoluant au poste d'arrière.
Il est l'un des acteurs de la période de domination du XIII Catalan sur le Championnat de France dans les années 1980 remportant le titre en 1982, 1983, 1984, 1985 et 1987, ainsi que la Coupe de France en 1985. Il côtoie en club Guy Laforgue, Francis Laforgue, Ivan Grésèque ou encore Jean-Jacques Cologni.
Ses performances sous le maillot perpignanais l'amènent à être sélectionné à cinq reprises en équipe de France prenant part à la Coupe du monde 1985-1988 ainsi qu'à la victoire contre la Grande-Bretagne 24-16 le 17 mars 1985.
Dans la vie civile, Serge Pallarès dirige le port de Saint-Cyprien depuis 1995 et est président de la fédération française des ports de plaisance depuis 2000

## Biographie
Son neveu, Romain Pallarès, est joueur de rugby à XIII.

## Palmarès
- Collectif :
  - Vainqueur du Championnat de France : 1982, 1983, 1984, 1985 et  1987 (XIII Catalan).
  - Vainqueur de la Coupe de France : 1985 (XIII Catalan).
  - Finaliste du Championnat de France : 1981, 1986 et 1988[1] (XIII Catalan).
  - Finaliste de la Coupe de France : 1981, 1983 et 1987 (XIII Catalan).

### Détails en sélection
| 1. | 1er mars 1985    | Grande-Bretagne  | 4-50  | Test-match     | Arrière    | - | - | - | - |
| 2. | 17 mars 1985     | Grande-Bretagne  | 24-16 | Test-match     | Arrière    | 8 | - | 4 | - |
| 3. | 24 novembre 1985 | Nouvelle-Zélande | 0-22  | Test-match     | Arrière    | - | - | - | - |
| 4. | 24 novembre 1985 | Nouvelle-Zélande | 0-22  | Coupe du monde | Arrière    | - | - | - | - |
| 5. | 1er mars 1986    | Grande-Bretagne  | 10-24 | Test-match     | Remplaçant | - | - | - | - |

## Décorations
- Officier de la Légion d'honneur (décret du 11 mars 2016)
- Officier de l'ordre du Mérite maritime en 2020, Chevalier le 27 juillet 2005[2].